# 十字砲火

十字砲火の図

十字砲火（じゅうじほうか、英：Crossfire、別名：interlocking fire）は、機関銃のような自動火器を使用した戦術の1つで、2つの火器から放たれる火線が交差（Cross）するところから、クロスファイアと呼ばれる。
この戦法は、第一次世界大戦で登場した。

## 概要
防御において大きな効果を発揮する戦術で、相互支援原則に従った武器の配置例の代表格であり、相互にお互いを支援しあうことで攻撃側が防御側陣地へ到達することを困難にしている。塹壕・有刺鉄線・地雷と組み合わせることで防御力は飛躍的に高まり、現代でも攻略することが困難な戦法である。
また、前面からだけでなく側面からも銃弾が飛んでくるので、上手く隠蔽され、知らずに射程内へ入った場合、回避の難しい戦法である。
なお、集団で行う場合、互いの銃弾が味方に当たらないように注意する必要がある。
各種の再現テストでは、正面から横隊突撃目標の機銃掃射1門1連（250発）で、40-60静止目標程度しか命中しないが、横隊を横から捉えた掃射では200目標以上命中する。
極めて防護能力の高い射撃技法状態の事を言う。